# Дламини, Мафеву
Принц Мафеву Гарри Дламини (англ. Maphevu Harry Dlamini; 31 марта 1922 — 25 октября 1979, Мбабане, Свазиленд) — свазилендский военный и государственный деятель, премьер-министр Свазиленда (1976—1979).

## Биография
Происходил из королевской семьи, служил в Вооружённых силах и имел звания полковника. После своего назначения на пост премьер-министра в 1976 году, он поддерживал политику короля Собхузы II, который 25 марта 1977 года отменил парламентскую систему. Возглавлял правительство страны до своей смерти в 1979 году. 